# Psaliodes grandis
Psaliodes grandis är en fjärilsart som beskrevs av Paul Dognin 1913. Psaliodes grandis ingår i släktet Psaliodes och familjen mätare. Inga underarter finns listade i Catalogue of Life.